# U-642
Unterseeboot 642 foi um submarino alemão do Tipo VIIC, pertencente a Kriegsmarine que atuou durante a Segunda Guerra Mundial.

## Comandantes
| Comandante              | Data                                      |
| ----------------------- | ----------------------------------------- |
| Kptlt. Herbert Brünning | 1 de outubro de 1942 - 5 de julho de 1944 |

## Subordinação
Durante o seu tempo de serviço, esteve subordinado às seguintes flotilhas:
| Período                                        | Flotilha                                   |
| ---------------------------------------------- | ------------------------------------------ |
| 1 de outubro de 1942 - 28 de fevereiro de 1943 | 5. Unterseebootsflottille (treinamento)    |
| 1 de março de 1943 - 30 de novembro de 1943    | 6. Unterseebootsflottille (serviço ativo)  |
| 1 de dezembro de 1943 - 5 de julho de 1944     | 29. Unterseebootsflottille (serviço ativo) |

## Operações conjuntas de ataque
O U-642 participou das seguinte operações de ataque combinado durante a sua carreira:
- Rudeltaktik Neuland (4 de março de 1943 - 6 de março de 1943)
- Rudeltaktik Ostmark (6 de março de 1943 - 11 de março de 1943)
- Rudeltaktik Stürmer (11 de março de 1943 - 20 de março de 1943)
- Rudeltaktik Seewolf (21 de março de 1943 - 30 de março de 1943)
- Rudeltaktik Oder (17 de maio de 1943 - 19 de maio de 1943)
- Rudeltaktik Mosel (19 de maio de 1943 - 24 de maio de 1943)
- Rudeltaktik Trutz (1 de junho de 1943 - 16 de junho de 1943)
- Rudeltaktik Trutz 1 (16 de junho de 1943 - 29 de junho de 1943)
- Rudeltaktik Geier 3 (30 de junho de 1943 - 15 de julho de 1943)